# Manuel Štrlek
Manuel Štrlek (Zagreb, 1. prosinca 1988.) je hrvatski rukometni reprezentativac. Igra na poziciji lijevog krila, a trenutačno nastupa za hrvatski RK Nexe. Bio je pozvan na pripreme hrvatske reprezentacije za Svjetsko prvenstvo 2009. U dresu reprezentacije odigrao je mnogo odličnih utakmica, ali se je u pripremnoj utakmici ozljedio. Zbog te ozljede propustio je Svjetsko prvenstvo, a oporavak je trajao 5 mjeseci. To je bio velik udarac za rukometni klub Zagreb koji je te godine ispao u četvrtfinalu LP, ali i za Hrvatsku reprezentaciju. U sezoni 2009./2010. se ponovno vratio na rukometne terene.
Na Europskom prvenstvu 2010 u Austriji, bio je izabran za najbolje lijevo krilo turnira.
Krajem prosinca 2016., na 23. rukometnoj večeri u Zagrebu, proglašen je najboljim hrvatskim rukometašem za tu godinu.

## Sastavi
| Sastav hrvatske rukometne reprezentacije na SP u Španjolskoj 2013. (3. mjesto) | Sastav hrvatske rukometne reprezentacije na SP u Španjolskoj 2013. (3. mjesto) | Sastav hrvatske rukometne reprezentacije na SP u Španjolskoj 2013. (3. mjesto) |
| --- | ------------------------------------------------------------------------------ | ------------------------------------------------------------------------------ |
| |                                                                                |                                                                                |
| 25 Mirko Alilović \| 20 Damir Bičanić \| 27 Ivan Čupić \| 5 Domagoj Duvnjak \| 10 Jakov Gojun \| 13 Zlatko Horvat \| 16 Filip Ivić \| 8 Marko Kopljar \| 6 Blaženko Lacković \| 23 Stipe Mandalinić \| 3 Marino Marić \| 28 Željko Musa \| 29 Ivan Ninčević \| 7 Luka Stepančić \| 17 Lovro Šprem \| 26 Manuel Štrlek \| Kapetan: 9 Igor Vori \| 14 Drago Vuković \| Izbornik: Slavko Goluža |                                                                                |                                                                                |

| Sastav hrvatske rukometne reprezentacije na SP u Španjolskoj 2013. (3. mjesto) | Sastav hrvatske rukometne reprezentacije na SP u Španjolskoj 2013. (3. mjesto) | Sastav hrvatske rukometne reprezentacije na SP u Španjolskoj 2013. (3. mjesto) |
| --- | ------------------------------------------------------------------------------ | ------------------------------------------------------------------------------ |
| |                                                                                |                                                                                |
| 25 Mirko Alilović \| 20 Damir Bičanić \| 27 Ivan Čupić \| 5 Domagoj Duvnjak \| 10 Jakov Gojun \| 13 Zlatko Horvat \| 16 Filip Ivić \| 8 Marko Kopljar \| 6 Blaženko Lacković \| 23 Stipe Mandalinić \| 3 Marino Marić \| 28 Željko Musa \| 29 Ivan Ninčević \| 7 Luka Stepančić \| 17 Lovro Šprem \| 26 Manuel Štrlek \| Kapetan: 9 Igor Vori \| 14 Drago Vuković \| Izbornik: Slavko Goluža |                                                                                |                                                                                |

| Sastav hrvatske rukometne reprezentacije na OI u Londonu 2012. (3. mjesto) | Sastav hrvatske rukometne reprezentacije na OI u Londonu 2012. (3. mjesto) | Sastav hrvatske rukometne reprezentacije na OI u Londonu 2012. (3. mjesto) |
| --- | -------------------------------------------------------------------------- | -------------------------------------------------------------------------- |
| |                                                                            |                                                                            |
| 25 Mirko Alilović \| 4 Ivano Balić \| 20 Damir Bičanić \| 21 Denis Buntić \| 27 Ivan Čupić \| 5 Domagoj Duvnjak \| 10 Jakov Gojun \| 13 Zlatko Horvat \| 8 Marko Kopljar \| 6 Blaženko Lacković \| 1 Venio Losert \| 29 Ivan Ninčević \| 26 Manuel Štrlek \| Kapetan: 9 Igor Vori \| 14 Drago Vuković \| Izbornik: Slavko Goluža |                                                                            |                                                                            |

| Sastav hrvatske rukometne reprezentacije na OI u Londonu 2012. (3. mjesto) | Sastav hrvatske rukometne reprezentacije na OI u Londonu 2012. (3. mjesto) | Sastav hrvatske rukometne reprezentacije na OI u Londonu 2012. (3. mjesto) |
| --- | -------------------------------------------------------------------------- | -------------------------------------------------------------------------- |
| |                                                                            |                                                                            |
| 25 Mirko Alilović \| 4 Ivano Balić \| 20 Damir Bičanić \| 21 Denis Buntić \| 27 Ivan Čupić \| 5 Domagoj Duvnjak \| 10 Jakov Gojun \| 13 Zlatko Horvat \| 8 Marko Kopljar \| 6 Blaženko Lacković \| 1 Venio Losert \| 29 Ivan Ninčević \| 26 Manuel Štrlek \| Kapetan: 9 Igor Vori \| 14 Drago Vuković \| Izbornik: Slavko Goluža |                                                                            |                                                                            |

| Sastav hrvatske rukometne reprezentacije na EP u Srbiji 2012. (3. mjesto) | Sastav hrvatske rukometne reprezentacije na EP u Srbiji 2012. (3. mjesto) | Sastav hrvatske rukometne reprezentacije na EP u Srbiji 2012. (3. mjesto) |
| --- | ------------------------------------------------------------------------- | ------------------------------------------------------------------------- |
| |                                                                           |                                                                           |
| 25 Mirko Alilović \| 4 Ivano Balić \| 17 Hrvoje Batinović \| 20 Damir Bičanić \| 21 Denis Buntić \| 27 Ivan Čupić \| 5 Domagoj Duvnjak \| 10 Jakov Gojun \| 13 Zlatko Horvat \| 8 Marko Kopljar \| 6 Blaženko Lacković \| 12 Venio Losert \| 28 Željko Musa \| 29 Ivan Ninčević \| 26 Manuel Štrlek \| Kapetan: 9 Igor Vori \| 14 Drago Vuković \| Izbornik: Slavko Goluža |                                                                           |                                                                           |

| Sastav hrvatske rukometne reprezentacije na EP u Srbiji 2012. (3. mjesto) | Sastav hrvatske rukometne reprezentacije na EP u Srbiji 2012. (3. mjesto) | Sastav hrvatske rukometne reprezentacije na EP u Srbiji 2012. (3. mjesto) |
| --- | ------------------------------------------------------------------------- | ------------------------------------------------------------------------- |
| |                                                                           |                                                                           |
| 25 Mirko Alilović \| 4 Ivano Balić \| 17 Hrvoje Batinović \| 20 Damir Bičanić \| 21 Denis Buntić \| 27 Ivan Čupić \| 5 Domagoj Duvnjak \| 10 Jakov Gojun \| 13 Zlatko Horvat \| 8 Marko Kopljar \| 6 Blaženko Lacković \| 12 Venio Losert \| 28 Željko Musa \| 29 Ivan Ninčević \| 26 Manuel Štrlek \| Kapetan: 9 Igor Vori \| 14 Drago Vuković \| Izbornik: Slavko Goluža |                                                                           |                                                                           |

| Sastav hrvatske rukometne reprezentacije na EP u Austriji 2010. (2. mjesto) | Sastav hrvatske rukometne reprezentacije na EP u Austriji 2010. (2. mjesto) | Sastav hrvatske rukometne reprezentacije na EP u Austriji 2010. (2. mjesto) |
| --- | --------------------------------------------------------------------------- | --------------------------------------------------------------------------- |
| |                                                                             |                                                                             |
| 4 Ivano Balić \| 5 Domagoj Duvnjak \| 6 Blaženko Lacković \| 7 Vedran Zrnić \| 8 Marko Kopljar \| 9 Igor Vori \| 10 Jakov Gojun \| 12 Goran Čarapina \| 14 Drago Vuković \| 17 Vedran Mataija \| 20 Damir Bičanić \| 21 Denis Buntić \| 24 Tonči Valčić \| 25 Mirko Alilović \| 26 Manuel Štrlek \| 27 Ivan Čupić \| 28 Željko Musa \| Izbornik: Lino Červar |                                                                             |                                                                             |

| Sastav hrvatske rukometne reprezentacije na EP u Austriji 2010. (2. mjesto) | Sastav hrvatske rukometne reprezentacije na EP u Austriji 2010. (2. mjesto) | Sastav hrvatske rukometne reprezentacije na EP u Austriji 2010. (2. mjesto) |
| --- | --------------------------------------------------------------------------- | --------------------------------------------------------------------------- |
| |                                                                             |                                                                             |
| 4 Ivano Balić \| 5 Domagoj Duvnjak \| 6 Blaženko Lacković \| 7 Vedran Zrnić \| 8 Marko Kopljar \| 9 Igor Vori \| 10 Jakov Gojun \| 12 Goran Čarapina \| 14 Drago Vuković \| 17 Vedran Mataija \| 20 Damir Bičanić \| 21 Denis Buntić \| 24 Tonči Valčić \| 25 Mirko Alilović \| 26 Manuel Štrlek \| 27 Ivan Čupić \| 28 Željko Musa \| Izbornik: Lino Červar |                                                                             |                                                                             |

| Sastav hrvatske rukometne reprezentacije do 19 godina na SP u Bahreinu 2007. (2. mjesto) | Sastav hrvatske rukometne reprezentacije do 19 godina na SP u Bahreinu 2007. (2. mjesto) | Sastav hrvatske rukometne reprezentacije do 19 godina na SP u Bahreinu 2007. (2. mjesto) |
| --- | ---------------------------------------------------------------------------------------- | ---------------------------------------------------------------------------------------- |
| |                                                                                          |                                                                                          |
| 1 – Ivan Pešić \| 2 – Stipe Borovac \| 4 – Domagoj Duvnjak \| 5 – Manuel Štrlek \| 6 – Marko Tarabochia \| 8 – Igor Karačić \| 9 – Marko Matić \| 10 – Ivan Sever \| 11 – Josip Crnić \| 12 – Mario Gagulić \| 13 – Goran Bogunović \| 16 – Ante Granić \| 19 – Hrvoje Tojčić \| 20 – Josip Ilić \| 22 – Dinko Vuleta \| 23 – Luka Raković \| Izbornik: Slavko Goluža |                                                                                          |                                                                                          |

| Sastav hrvatske rukometne reprezentacije do 19 godina na SP u Bahreinu 2007. (2. mjesto) | Sastav hrvatske rukometne reprezentacije do 19 godina na SP u Bahreinu 2007. (2. mjesto) | Sastav hrvatske rukometne reprezentacije do 19 godina na SP u Bahreinu 2007. (2. mjesto) |
| --- | ---------------------------------------------------------------------------------------- | ---------------------------------------------------------------------------------------- |
| |                                                                                          |                                                                                          |
| 1 – Ivan Pešić \| 2 – Stipe Borovac \| 4 – Domagoj Duvnjak \| 5 – Manuel Štrlek \| 6 – Marko Tarabochia \| 8 – Igor Karačić \| 9 – Marko Matić \| 10 – Ivan Sever \| 11 – Josip Crnić \| 12 – Mario Gagulić \| 13 – Goran Bogunović \| 16 – Ante Granić \| 19 – Hrvoje Tojčić \| 20 – Josip Ilić \| 22 – Dinko Vuleta \| 23 – Luka Raković \| Izbornik: Slavko Goluža |                                                                                          |                                                                                          |

| Sastav hrvatske rukometne reprezentacije do 18 godina na SP u Estoniji 2006. (1. mjesto) | Sastav hrvatske rukometne reprezentacije do 18 godina na SP u Estoniji 2006. (1. mjesto) | Sastav hrvatske rukometne reprezentacije do 18 godina na SP u Estoniji 2006. (1. mjesto) |
| --- | ---------------------------------------------------------------------------------------- | ---------------------------------------------------------------------------------------- |
| |                                                                                          |                                                                                          |
| Ivan Pešić \| Mario Gagulić \| Goran Delić \| Luka Raković \| Ivan Vidaković \| Josip Crnić \| Manuel Štrlek \| Ivan Sever \| Dinko Vuleta \| Domagoj Duvnjak \| Igor Karačić \| Dario Herman \| Oleg Polanec \| Josip Ilić \| Hrvoje Tojčić \| Dino Rački izbornik: Irfan Smajlagić |                                                                                          |                                                                                          |

| Sastav hrvatske rukometne reprezentacije do 18 godina na SP u Estoniji 2006. (1. mjesto) | Sastav hrvatske rukometne reprezentacije do 18 godina na SP u Estoniji 2006. (1. mjesto) | Sastav hrvatske rukometne reprezentacije do 18 godina na SP u Estoniji 2006. (1. mjesto) |
| --- | ---------------------------------------------------------------------------------------- | ---------------------------------------------------------------------------------------- |
| |                                                                                          |                                                                                          |
| Ivan Pešić \| Mario Gagulić \| Goran Delić \| Luka Raković \| Ivan Vidaković \| Josip Crnić \| Manuel Štrlek \| Ivan Sever \| Dinko Vuleta \| Domagoj Duvnjak \| Igor Karačić \| Dario Herman \| Oleg Polanec \| Josip Ilić \| Hrvoje Tojčić \| Dino Rački izbornik: Irfan Smajlagić |                                                                                          |                                                                                          |

| Sastav hrvatske rukometne reprezentacije na SP u Španjolskoj 2013. (3. mjesto) | Sastav hrvatske rukometne reprezentacije na SP u Španjolskoj 2013. (3. mjesto) | Sastav hrvatske rukometne reprezentacije na SP u Španjolskoj 2013. (3. mjesto) |
| --- | ------------------------------------------------------------------------------ | ------------------------------------------------------------------------------ |
| |                                                                                |                                                                                |
| 25 Mirko Alilović \| 20 Damir Bičanić \| 27 Ivan Čupić \| 5 Domagoj Duvnjak \| 10 Jakov Gojun \| 13 Zlatko Horvat \| 16 Filip Ivić \| 8 Marko Kopljar \| 6 Blaženko Lacković \| 23 Stipe Mandalinić \| 3 Marino Marić \| 28 Željko Musa \| 29 Ivan Ninčević \| 7 Luka Stepančić \| 17 Lovro Šprem \| 26 Manuel Štrlek \| Kapetan: 9 Igor Vori \| 14 Drago Vuković \| Izbornik: Slavko Goluža |                                                                                |                                                                                |

| Sastav hrvatske rukometne reprezentacije na SP u Španjolskoj 2013. (3. mjesto) | Sastav hrvatske rukometne reprezentacije na SP u Španjolskoj 2013. (3. mjesto) | Sastav hrvatske rukometne reprezentacije na SP u Španjolskoj 2013. (3. mjesto) |
| --- | ------------------------------------------------------------------------------ | ------------------------------------------------------------------------------ |
| |                                                                                |                                                                                |
| 25 Mirko Alilović \| 20 Damir Bičanić \| 27 Ivan Čupić \| 5 Domagoj Duvnjak \| 10 Jakov Gojun \| 13 Zlatko Horvat \| 16 Filip Ivić \| 8 Marko Kopljar \| 6 Blaženko Lacković \| 23 Stipe Mandalinić \| 3 Marino Marić \| 28 Željko Musa \| 29 Ivan Ninčević \| 7 Luka Stepančić \| 17 Lovro Šprem \| 26 Manuel Štrlek \| Kapetan: 9 Igor Vori \| 14 Drago Vuković \| Izbornik: Slavko Goluža |                                                                                |                                                                                |

| Sastav hrvatske rukometne reprezentacije na OI u Londonu 2012. (3. mjesto) | Sastav hrvatske rukometne reprezentacije na OI u Londonu 2012. (3. mjesto) | Sastav hrvatske rukometne reprezentacije na OI u Londonu 2012. (3. mjesto) |
| --- | -------------------------------------------------------------------------- | -------------------------------------------------------------------------- |
| |                                                                            |                                                                            |
| 25 Mirko Alilović \| 4 Ivano Balić \| 20 Damir Bičanić \| 21 Denis Buntić \| 27 Ivan Čupić \| 5 Domagoj Duvnjak \| 10 Jakov Gojun \| 13 Zlatko Horvat \| 8 Marko Kopljar \| 6 Blaženko Lacković \| 1 Venio Losert \| 29 Ivan Ninčević \| 26 Manuel Štrlek \| Kapetan: 9 Igor Vori \| 14 Drago Vuković \| Izbornik: Slavko Goluža |                                                                            |                                                                            |

| Sastav hrvatske rukometne reprezentacije na OI u Londonu 2012. (3. mjesto) | Sastav hrvatske rukometne reprezentacije na OI u Londonu 2012. (3. mjesto) | Sastav hrvatske rukometne reprezentacije na OI u Londonu 2012. (3. mjesto) |
| --- | -------------------------------------------------------------------------- | -------------------------------------------------------------------------- |
| |                                                                            |                                                                            |
| 25 Mirko Alilović \| 4 Ivano Balić \| 20 Damir Bičanić \| 21 Denis Buntić \| 27 Ivan Čupić \| 5 Domagoj Duvnjak \| 10 Jakov Gojun \| 13 Zlatko Horvat \| 8 Marko Kopljar \| 6 Blaženko Lacković \| 1 Venio Losert \| 29 Ivan Ninčević \| 26 Manuel Štrlek \| Kapetan: 9 Igor Vori \| 14 Drago Vuković \| Izbornik: Slavko Goluža |                                                                            |                                                                            |

| Sastav hrvatske rukometne reprezentacije na EP u Srbiji 2012. (3. mjesto) | Sastav hrvatske rukometne reprezentacije na EP u Srbiji 2012. (3. mjesto) | Sastav hrvatske rukometne reprezentacije na EP u Srbiji 2012. (3. mjesto) |
| --- | ------------------------------------------------------------------------- | ------------------------------------------------------------------------- |
| |                                                                           |                                                                           |
| 25 Mirko Alilović \| 4 Ivano Balić \| 17 Hrvoje Batinović \| 20 Damir Bičanić \| 21 Denis Buntić \| 27 Ivan Čupić \| 5 Domagoj Duvnjak \| 10 Jakov Gojun \| 13 Zlatko Horvat \| 8 Marko Kopljar \| 6 Blaženko Lacković \| 12 Venio Losert \| 28 Željko Musa \| 29 Ivan Ninčević \| 26 Manuel Štrlek \| Kapetan: 9 Igor Vori \| 14 Drago Vuković \| Izbornik: Slavko Goluža |                                                                           |                                                                           |

| Sastav hrvatske rukometne reprezentacije na EP u Srbiji 2012. (3. mjesto) | Sastav hrvatske rukometne reprezentacije na EP u Srbiji 2012. (3. mjesto) | Sastav hrvatske rukometne reprezentacije na EP u Srbiji 2012. (3. mjesto) |
| --- | ------------------------------------------------------------------------- | ------------------------------------------------------------------------- |
| |                                                                           |                                                                           |
| 25 Mirko Alilović \| 4 Ivano Balić \| 17 Hrvoje Batinović \| 20 Damir Bičanić \| 21 Denis Buntić \| 27 Ivan Čupić \| 5 Domagoj Duvnjak \| 10 Jakov Gojun \| 13 Zlatko Horvat \| 8 Marko Kopljar \| 6 Blaženko Lacković \| 12 Venio Losert \| 28 Željko Musa \| 29 Ivan Ninčević \| 26 Manuel Štrlek \| Kapetan: 9 Igor Vori \| 14 Drago Vuković \| Izbornik: Slavko Goluža |                                                                           |                                                                           |

| Sastav hrvatske rukometne reprezentacije na EP u Austriji 2010. (2. mjesto) | Sastav hrvatske rukometne reprezentacije na EP u Austriji 2010. (2. mjesto) | Sastav hrvatske rukometne reprezentacije na EP u Austriji 2010. (2. mjesto) |
| --- | --------------------------------------------------------------------------- | --------------------------------------------------------------------------- |
| |                                                                             |                                                                             |
| 4 Ivano Balić \| 5 Domagoj Duvnjak \| 6 Blaženko Lacković \| 7 Vedran Zrnić \| 8 Marko Kopljar \| 9 Igor Vori \| 10 Jakov Gojun \| 12 Goran Čarapina \| 14 Drago Vuković \| 17 Vedran Mataija \| 20 Damir Bičanić \| 21 Denis Buntić \| 24 Tonči Valčić \| 25 Mirko Alilović \| 26 Manuel Štrlek \| 27 Ivan Čupić \| 28 Željko Musa \| Izbornik: Lino Červar |                                                                             |                                                                             |

| Sastav hrvatske rukometne reprezentacije na EP u Austriji 2010. (2. mjesto) | Sastav hrvatske rukometne reprezentacije na EP u Austriji 2010. (2. mjesto) | Sastav hrvatske rukometne reprezentacije na EP u Austriji 2010. (2. mjesto) |
| --- | --------------------------------------------------------------------------- | --------------------------------------------------------------------------- |
| |                                                                             |                                                                             |
| 4 Ivano Balić \| 5 Domagoj Duvnjak \| 6 Blaženko Lacković \| 7 Vedran Zrnić \| 8 Marko Kopljar \| 9 Igor Vori \| 10 Jakov Gojun \| 12 Goran Čarapina \| 14 Drago Vuković \| 17 Vedran Mataija \| 20 Damir Bičanić \| 21 Denis Buntić \| 24 Tonči Valčić \| 25 Mirko Alilović \| 26 Manuel Štrlek \| 27 Ivan Čupić \| 28 Željko Musa \| Izbornik: Lino Červar |                                                                             |                                                                             |

| Sastav hrvatske rukometne reprezentacije do 19 godina na SP u Bahreinu 2007. (2. mjesto) | Sastav hrvatske rukometne reprezentacije do 19 godina na SP u Bahreinu 2007. (2. mjesto) | Sastav hrvatske rukometne reprezentacije do 19 godina na SP u Bahreinu 2007. (2. mjesto) |
| --- | ---------------------------------------------------------------------------------------- | ---------------------------------------------------------------------------------------- |
| |                                                                                          |                                                                                          |
| 1 – Ivan Pešić \| 2 – Stipe Borovac \| 4 – Domagoj Duvnjak \| 5 – Manuel Štrlek \| 6 – Marko Tarabochia \| 8 – Igor Karačić \| 9 – Marko Matić \| 10 – Ivan Sever \| 11 – Josip Crnić \| 12 – Mario Gagulić \| 13 – Goran Bogunović \| 16 – Ante Granić \| 19 – Hrvoje Tojčić \| 20 – Josip Ilić \| 22 – Dinko Vuleta \| 23 – Luka Raković \| Izbornik: Slavko Goluža |                                                                                          |                                                                                          |

| Sastav hrvatske rukometne reprezentacije do 19 godina na SP u Bahreinu 2007. (2. mjesto) | Sastav hrvatske rukometne reprezentacije do 19 godina na SP u Bahreinu 2007. (2. mjesto) | Sastav hrvatske rukometne reprezentacije do 19 godina na SP u Bahreinu 2007. (2. mjesto) |
| --- | ---------------------------------------------------------------------------------------- | ---------------------------------------------------------------------------------------- |
| |                                                                                          |                                                                                          |
| 1 – Ivan Pešić \| 2 – Stipe Borovac \| 4 – Domagoj Duvnjak \| 5 – Manuel Štrlek \| 6 – Marko Tarabochia \| 8 – Igor Karačić \| 9 – Marko Matić \| 10 – Ivan Sever \| 11 – Josip Crnić \| 12 – Mario Gagulić \| 13 – Goran Bogunović \| 16 – Ante Granić \| 19 – Hrvoje Tojčić \| 20 – Josip Ilić \| 22 – Dinko Vuleta \| 23 – Luka Raković \| Izbornik: Slavko Goluža |                                                                                          |                                                                                          |

| Sastav hrvatske rukometne reprezentacije do 18 godina na SP u Estoniji 2006. (1. mjesto) | Sastav hrvatske rukometne reprezentacije do 18 godina na SP u Estoniji 2006. (1. mjesto) | Sastav hrvatske rukometne reprezentacije do 18 godina na SP u Estoniji 2006. (1. mjesto) |
| --- | ---------------------------------------------------------------------------------------- | ---------------------------------------------------------------------------------------- |
| |                                                                                          |                                                                                          |
| Ivan Pešić \| Mario Gagulić \| Goran Delić \| Luka Raković \| Ivan Vidaković \| Josip Crnić \| Manuel Štrlek \| Ivan Sever \| Dinko Vuleta \| Domagoj Duvnjak \| Igor Karačić \| Dario Herman \| Oleg Polanec \| Josip Ilić \| Hrvoje Tojčić \| Dino Rački izbornik: Irfan Smajlagić |                                                                                          |                                                                                          |

| Sastav hrvatske rukometne reprezentacije do 18 godina na SP u Estoniji 2006. (1. mjesto) | Sastav hrvatske rukometne reprezentacije do 18 godina na SP u Estoniji 2006. (1. mjesto) | Sastav hrvatske rukometne reprezentacije do 18 godina na SP u Estoniji 2006. (1. mjesto) |
| --- | ---------------------------------------------------------------------------------------- | ---------------------------------------------------------------------------------------- |
| |                                                                                          |                                                                                          |
| Ivan Pešić \| Mario Gagulić \| Goran Delić \| Luka Raković \| Ivan Vidaković \| Josip Crnić \| Manuel Štrlek \| Ivan Sever \| Dinko Vuleta \| Domagoj Duvnjak \| Igor Karačić \| Dario Herman \| Oleg Polanec \| Josip Ilić \| Hrvoje Tojčić \| Dino Rački izbornik: Irfan Smajlagić |                                                                                          |                                                                                          |

| Sastav hrvatske rukometne reprezentacije na SP u Španjolskoj 2013. (3. mjesto) | Sastav hrvatske rukometne reprezentacije na SP u Španjolskoj 2013. (3. mjesto) | Sastav hrvatske rukometne reprezentacije na SP u Španjolskoj 2013. (3. mjesto) |
| --- | ------------------------------------------------------------------------------ | ------------------------------------------------------------------------------ |
| |                                                                                |                                                                                |
| 25 Mirko Alilović \| 20 Damir Bičanić \| 27 Ivan Čupić \| 5 Domagoj Duvnjak \| 10 Jakov Gojun \| 13 Zlatko Horvat \| 16 Filip Ivić \| 8 Marko Kopljar \| 6 Blaženko Lacković \| 23 Stipe Mandalinić \| 3 Marino Marić \| 28 Željko Musa \| 29 Ivan Ninčević \| 7 Luka Stepančić \| 17 Lovro Šprem \| 26 Manuel Štrlek \| Kapetan: 9 Igor Vori \| 14 Drago Vuković \| Izbornik: Slavko Goluža |                                                                                |                                                                                |

| Sastav hrvatske rukometne reprezentacije na SP u Španjolskoj 2013. (3. mjesto) | Sastav hrvatske rukometne reprezentacije na SP u Španjolskoj 2013. (3. mjesto) | Sastav hrvatske rukometne reprezentacije na SP u Španjolskoj 2013. (3. mjesto) |
| --- | ------------------------------------------------------------------------------ | ------------------------------------------------------------------------------ |
| |                                                                                |                                                                                |
| 25 Mirko Alilović \| 20 Damir Bičanić \| 27 Ivan Čupić \| 5 Domagoj Duvnjak \| 10 Jakov Gojun \| 13 Zlatko Horvat \| 16 Filip Ivić \| 8 Marko Kopljar \| 6 Blaženko Lacković \| 23 Stipe Mandalinić \| 3 Marino Marić \| 28 Željko Musa \| 29 Ivan Ninčević \| 7 Luka Stepančić \| 17 Lovro Šprem \| 26 Manuel Štrlek \| Kapetan: 9 Igor Vori \| 14 Drago Vuković \| Izbornik: Slavko Goluža |                                                                                |                                                                                |

| Sastav hrvatske rukometne reprezentacije na OI u Londonu 2012. (3. mjesto) | Sastav hrvatske rukometne reprezentacije na OI u Londonu 2012. (3. mjesto) | Sastav hrvatske rukometne reprezentacije na OI u Londonu 2012. (3. mjesto) |
| --- | -------------------------------------------------------------------------- | -------------------------------------------------------------------------- |
| |                                                                            |                                                                            |
| 25 Mirko Alilović \| 4 Ivano Balić \| 20 Damir Bičanić \| 21 Denis Buntić \| 27 Ivan Čupić \| 5 Domagoj Duvnjak \| 10 Jakov Gojun \| 13 Zlatko Horvat \| 8 Marko Kopljar \| 6 Blaženko Lacković \| 1 Venio Losert \| 29 Ivan Ninčević \| 26 Manuel Štrlek \| Kapetan: 9 Igor Vori \| 14 Drago Vuković \| Izbornik: Slavko Goluža |                                                                            |                                                                            |

| Sastav hrvatske rukometne reprezentacije na OI u Londonu 2012. (3. mjesto) | Sastav hrvatske rukometne reprezentacije na OI u Londonu 2012. (3. mjesto) | Sastav hrvatske rukometne reprezentacije na OI u Londonu 2012. (3. mjesto) |
| --- | -------------------------------------------------------------------------- | -------------------------------------------------------------------------- |
| |                                                                            |                                                                            |
| 25 Mirko Alilović \| 4 Ivano Balić \| 20 Damir Bičanić \| 21 Denis Buntić \| 27 Ivan Čupić \| 5 Domagoj Duvnjak \| 10 Jakov Gojun \| 13 Zlatko Horvat \| 8 Marko Kopljar \| 6 Blaženko Lacković \| 1 Venio Losert \| 29 Ivan Ninčević \| 26 Manuel Štrlek \| Kapetan: 9 Igor Vori \| 14 Drago Vuković \| Izbornik: Slavko Goluža |                                                                            |                                                                            |

| Sastav hrvatske rukometne reprezentacije na EP u Srbiji 2012. (3. mjesto) | Sastav hrvatske rukometne reprezentacije na EP u Srbiji 2012. (3. mjesto) | Sastav hrvatske rukometne reprezentacije na EP u Srbiji 2012. (3. mjesto) |
| --- | ------------------------------------------------------------------------- | ------------------------------------------------------------------------- |
| |                                                                           |                                                                           |
| 25 Mirko Alilović \| 4 Ivano Balić \| 17 Hrvoje Batinović \| 20 Damir Bičanić \| 21 Denis Buntić \| 27 Ivan Čupić \| 5 Domagoj Duvnjak \| 10 Jakov Gojun \| 13 Zlatko Horvat \| 8 Marko Kopljar \| 6 Blaženko Lacković \| 12 Venio Losert \| 28 Željko Musa \| 29 Ivan Ninčević \| 26 Manuel Štrlek \| Kapetan: 9 Igor Vori \| 14 Drago Vuković \| Izbornik: Slavko Goluža |                                                                           |                                                                           |

| Sastav hrvatske rukometne reprezentacije na EP u Srbiji 2012. (3. mjesto) | Sastav hrvatske rukometne reprezentacije na EP u Srbiji 2012. (3. mjesto) | Sastav hrvatske rukometne reprezentacije na EP u Srbiji 2012. (3. mjesto) |
| --- | ------------------------------------------------------------------------- | ------------------------------------------------------------------------- |
| |                                                                           |                                                                           |
| 25 Mirko Alilović \| 4 Ivano Balić \| 17 Hrvoje Batinović \| 20 Damir Bičanić \| 21 Denis Buntić \| 27 Ivan Čupić \| 5 Domagoj Duvnjak \| 10 Jakov Gojun \| 13 Zlatko Horvat \| 8 Marko Kopljar \| 6 Blaženko Lacković \| 12 Venio Losert \| 28 Željko Musa \| 29 Ivan Ninčević \| 26 Manuel Štrlek \| Kapetan: 9 Igor Vori \| 14 Drago Vuković \| Izbornik: Slavko Goluža |                                                                           |                                                                           |

| Sastav hrvatske rukometne reprezentacije na EP u Austriji 2010. (2. mjesto) | Sastav hrvatske rukometne reprezentacije na EP u Austriji 2010. (2. mjesto) | Sastav hrvatske rukometne reprezentacije na EP u Austriji 2010. (2. mjesto) |
| --- | --------------------------------------------------------------------------- | --------------------------------------------------------------------------- |
| |                                                                             |                                                                             |
| 4 Ivano Balić \| 5 Domagoj Duvnjak \| 6 Blaženko Lacković \| 7 Vedran Zrnić \| 8 Marko Kopljar \| 9 Igor Vori \| 10 Jakov Gojun \| 12 Goran Čarapina \| 14 Drago Vuković \| 17 Vedran Mataija \| 20 Damir Bičanić \| 21 Denis Buntić \| 24 Tonči Valčić \| 25 Mirko Alilović \| 26 Manuel Štrlek \| 27 Ivan Čupić \| 28 Željko Musa \| Izbornik: Lino Červar |                                                                             |                                                                             |

| Sastav hrvatske rukometne reprezentacije na EP u Austriji 2010. (2. mjesto) | Sastav hrvatske rukometne reprezentacije na EP u Austriji 2010. (2. mjesto) | Sastav hrvatske rukometne reprezentacije na EP u Austriji 2010. (2. mjesto) |
| --- | --------------------------------------------------------------------------- | --------------------------------------------------------------------------- |
| |                                                                             |                                                                             |
| 4 Ivano Balić \| 5 Domagoj Duvnjak \| 6 Blaženko Lacković \| 7 Vedran Zrnić \| 8 Marko Kopljar \| 9 Igor Vori \| 10 Jakov Gojun \| 12 Goran Čarapina \| 14 Drago Vuković \| 17 Vedran Mataija \| 20 Damir Bičanić \| 21 Denis Buntić \| 24 Tonči Valčić \| 25 Mirko Alilović \| 26 Manuel Štrlek \| 27 Ivan Čupić \| 28 Željko Musa \| Izbornik: Lino Červar |                                                                             |                                                                             |

| Sastav hrvatske rukometne reprezentacije do 19 godina na SP u Bahreinu 2007. (2. mjesto) | Sastav hrvatske rukometne reprezentacije do 19 godina na SP u Bahreinu 2007. (2. mjesto) | Sastav hrvatske rukometne reprezentacije do 19 godina na SP u Bahreinu 2007. (2. mjesto) |
| --- | ---------------------------------------------------------------------------------------- | ---------------------------------------------------------------------------------------- |
| |                                                                                          |                                                                                          |
| 1 – Ivan Pešić \| 2 – Stipe Borovac \| 4 – Domagoj Duvnjak \| 5 – Manuel Štrlek \| 6 – Marko Tarabochia \| 8 – Igor Karačić \| 9 – Marko Matić \| 10 – Ivan Sever \| 11 – Josip Crnić \| 12 – Mario Gagulić \| 13 – Goran Bogunović \| 16 – Ante Granić \| 19 – Hrvoje Tojčić \| 20 – Josip Ilić \| 22 – Dinko Vuleta \| 23 – Luka Raković \| Izbornik: Slavko Goluža |                                                                                          |                                                                                          |

| Sastav hrvatske rukometne reprezentacije do 19 godina na SP u Bahreinu 2007. (2. mjesto) | Sastav hrvatske rukometne reprezentacije do 19 godina na SP u Bahreinu 2007. (2. mjesto) | Sastav hrvatske rukometne reprezentacije do 19 godina na SP u Bahreinu 2007. (2. mjesto) |
| --- | ---------------------------------------------------------------------------------------- | ---------------------------------------------------------------------------------------- |
| |                                                                                          |                                                                                          |
| 1 – Ivan Pešić \| 2 – Stipe Borovac \| 4 – Domagoj Duvnjak \| 5 – Manuel Štrlek \| 6 – Marko Tarabochia \| 8 – Igor Karačić \| 9 – Marko Matić \| 10 – Ivan Sever \| 11 – Josip Crnić \| 12 – Mario Gagulić \| 13 – Goran Bogunović \| 16 – Ante Granić \| 19 – Hrvoje Tojčić \| 20 – Josip Ilić \| 22 – Dinko Vuleta \| 23 – Luka Raković \| Izbornik: Slavko Goluža |                                                                                          |                                                                                          |

| Sastav hrvatske rukometne reprezentacije do 18 godina na SP u Estoniji 2006. (1. mjesto) | Sastav hrvatske rukometne reprezentacije do 18 godina na SP u Estoniji 2006. (1. mjesto) | Sastav hrvatske rukometne reprezentacije do 18 godina na SP u Estoniji 2006. (1. mjesto) |
| --- | ---------------------------------------------------------------------------------------- | ---------------------------------------------------------------------------------------- |
| |                                                                                          |                                                                                          |
| Ivan Pešić \| Mario Gagulić \| Goran Delić \| Luka Raković \| Ivan Vidaković \| Josip Crnić \| Manuel Štrlek \| Ivan Sever \| Dinko Vuleta \| Domagoj Duvnjak \| Igor Karačić \| Dario Herman \| Oleg Polanec \| Josip Ilić \| Hrvoje Tojčić \| Dino Rački izbornik: Irfan Smajlagić |                                                                                          |                                                                                          |

| Sastav hrvatske rukometne reprezentacije do 18 godina na SP u Estoniji 2006. (1. mjesto) | Sastav hrvatske rukometne reprezentacije do 18 godina na SP u Estoniji 2006. (1. mjesto) | Sastav hrvatske rukometne reprezentacije do 18 godina na SP u Estoniji 2006. (1. mjesto) |
| --- | ---------------------------------------------------------------------------------------- | ---------------------------------------------------------------------------------------- |
| |                                                                                          |                                                                                          |
| Ivan Pešić \| Mario Gagulić \| Goran Delić \| Luka Raković \| Ivan Vidaković \| Josip Crnić \| Manuel Štrlek \| Ivan Sever \| Dinko Vuleta \| Domagoj Duvnjak \| Igor Karačić \| Dario Herman \| Oleg Polanec \| Josip Ilić \| Hrvoje Tojčić \| Dino Rački izbornik: Irfan Smajlagić |                                                                                          |                                                                                          |

| Sastav hrvatske rukometne reprezentacije na SP u Španjolskoj 2013. (3. mjesto) | Sastav hrvatske rukometne reprezentacije na SP u Španjolskoj 2013. (3. mjesto) | Sastav hrvatske rukometne reprezentacije na SP u Španjolskoj 2013. (3. mjesto) |
| --- | ------------------------------------------------------------------------------ | ------------------------------------------------------------------------------ |
| |                                                                                |                                                                                |
| 25 Mirko Alilović \| 20 Damir Bičanić \| 27 Ivan Čupić \| 5 Domagoj Duvnjak \| 10 Jakov Gojun \| 13 Zlatko Horvat \| 16 Filip Ivić \| 8 Marko Kopljar \| 6 Blaženko Lacković \| 23 Stipe Mandalinić \| 3 Marino Marić \| 28 Željko Musa \| 29 Ivan Ninčević \| 7 Luka Stepančić \| 17 Lovro Šprem \| 26 Manuel Štrlek \| Kapetan: 9 Igor Vori \| 14 Drago Vuković \| Izbornik: Slavko Goluža |                                                                                |                                                                                |

| Sastav hrvatske rukometne reprezentacije na SP u Španjolskoj 2013. (3. mjesto) | Sastav hrvatske rukometne reprezentacije na SP u Španjolskoj 2013. (3. mjesto) | Sastav hrvatske rukometne reprezentacije na SP u Španjolskoj 2013. (3. mjesto) |
| --- | ------------------------------------------------------------------------------ | ------------------------------------------------------------------------------ |
| |                                                                                |                                                                                |
| 25 Mirko Alilović \| 20 Damir Bičanić \| 27 Ivan Čupić \| 5 Domagoj Duvnjak \| 10 Jakov Gojun \| 13 Zlatko Horvat \| 16 Filip Ivić \| 8 Marko Kopljar \| 6 Blaženko Lacković \| 23 Stipe Mandalinić \| 3 Marino Marić \| 28 Željko Musa \| 29 Ivan Ninčević \| 7 Luka Stepančić \| 17 Lovro Šprem \| 26 Manuel Štrlek \| Kapetan: 9 Igor Vori \| 14 Drago Vuković \| Izbornik: Slavko Goluža |                                                                                |                                                                                |

| Sastav hrvatske rukometne reprezentacije na OI u Londonu 2012. (3. mjesto) | Sastav hrvatske rukometne reprezentacije na OI u Londonu 2012. (3. mjesto) | Sastav hrvatske rukometne reprezentacije na OI u Londonu 2012. (3. mjesto) |
| --- | -------------------------------------------------------------------------- | -------------------------------------------------------------------------- |
| |                                                                            |                                                                            |
| 25 Mirko Alilović \| 4 Ivano Balić \| 20 Damir Bičanić \| 21 Denis Buntić \| 27 Ivan Čupić \| 5 Domagoj Duvnjak \| 10 Jakov Gojun \| 13 Zlatko Horvat \| 8 Marko Kopljar \| 6 Blaženko Lacković \| 1 Venio Losert \| 29 Ivan Ninčević \| 26 Manuel Štrlek \| Kapetan: 9 Igor Vori \| 14 Drago Vuković \| Izbornik: Slavko Goluža |                                                                            |                                                                            |

| Sastav hrvatske rukometne reprezentacije na OI u Londonu 2012. (3. mjesto) | Sastav hrvatske rukometne reprezentacije na OI u Londonu 2012. (3. mjesto) | Sastav hrvatske rukometne reprezentacije na OI u Londonu 2012. (3. mjesto) |
| --- | -------------------------------------------------------------------------- | -------------------------------------------------------------------------- |
| |                                                                            |                                                                            |
| 25 Mirko Alilović \| 4 Ivano Balić \| 20 Damir Bičanić \| 21 Denis Buntić \| 27 Ivan Čupić \| 5 Domagoj Duvnjak \| 10 Jakov Gojun \| 13 Zlatko Horvat \| 8 Marko Kopljar \| 6 Blaženko Lacković \| 1 Venio Losert \| 29 Ivan Ninčević \| 26 Manuel Štrlek \| Kapetan: 9 Igor Vori \| 14 Drago Vuković \| Izbornik: Slavko Goluža |                                                                            |                                                                            |

| Sastav hrvatske rukometne reprezentacije na EP u Srbiji 2012. (3. mjesto) | Sastav hrvatske rukometne reprezentacije na EP u Srbiji 2012. (3. mjesto) | Sastav hrvatske rukometne reprezentacije na EP u Srbiji 2012. (3. mjesto) |
| --- | ------------------------------------------------------------------------- | ------------------------------------------------------------------------- |
| |                                                                           |                                                                           |
| 25 Mirko Alilović \| 4 Ivano Balić \| 17 Hrvoje Batinović \| 20 Damir Bičanić \| 21 Denis Buntić \| 27 Ivan Čupić \| 5 Domagoj Duvnjak \| 10 Jakov Gojun \| 13 Zlatko Horvat \| 8 Marko Kopljar \| 6 Blaženko Lacković \| 12 Venio Losert \| 28 Željko Musa \| 29 Ivan Ninčević \| 26 Manuel Štrlek \| Kapetan: 9 Igor Vori \| 14 Drago Vuković \| Izbornik: Slavko Goluža |                                                                           |                                                                           |

| Sastav hrvatske rukometne reprezentacije na EP u Srbiji 2012. (3. mjesto) | Sastav hrvatske rukometne reprezentacije na EP u Srbiji 2012. (3. mjesto) | Sastav hrvatske rukometne reprezentacije na EP u Srbiji 2012. (3. mjesto) |
| --- | ------------------------------------------------------------------------- | ------------------------------------------------------------------------- |
| |                                                                           |                                                                           |
| 25 Mirko Alilović \| 4 Ivano Balić \| 17 Hrvoje Batinović \| 20 Damir Bičanić \| 21 Denis Buntić \| 27 Ivan Čupić \| 5 Domagoj Duvnjak \| 10 Jakov Gojun \| 13 Zlatko Horvat \| 8 Marko Kopljar \| 6 Blaženko Lacković \| 12 Venio Losert \| 28 Željko Musa \| 29 Ivan Ninčević \| 26 Manuel Štrlek \| Kapetan: 9 Igor Vori \| 14 Drago Vuković \| Izbornik: Slavko Goluža |                                                                           |                                                                           |

| Sastav hrvatske rukometne reprezentacije na EP u Austriji 2010. (2. mjesto) | Sastav hrvatske rukometne reprezentacije na EP u Austriji 2010. (2. mjesto) | Sastav hrvatske rukometne reprezentacije na EP u Austriji 2010. (2. mjesto) |
| --- | --------------------------------------------------------------------------- | --------------------------------------------------------------------------- |
| |                                                                             |                                                                             |
| 4 Ivano Balić \| 5 Domagoj Duvnjak \| 6 Blaženko Lacković \| 7 Vedran Zrnić \| 8 Marko Kopljar \| 9 Igor Vori \| 10 Jakov Gojun \| 12 Goran Čarapina \| 14 Drago Vuković \| 17 Vedran Mataija \| 20 Damir Bičanić \| 21 Denis Buntić \| 24 Tonči Valčić \| 25 Mirko Alilović \| 26 Manuel Štrlek \| 27 Ivan Čupić \| 28 Željko Musa \| Izbornik: Lino Červar |                                                                             |                                                                             |

| Sastav hrvatske rukometne reprezentacije na EP u Austriji 2010. (2. mjesto) | Sastav hrvatske rukometne reprezentacije na EP u Austriji 2010. (2. mjesto) | Sastav hrvatske rukometne reprezentacije na EP u Austriji 2010. (2. mjesto) |
| --- | --------------------------------------------------------------------------- | --------------------------------------------------------------------------- |
| |                                                                             |                                                                             |
| 4 Ivano Balić \| 5 Domagoj Duvnjak \| 6 Blaženko Lacković \| 7 Vedran Zrnić \| 8 Marko Kopljar \| 9 Igor Vori \| 10 Jakov Gojun \| 12 Goran Čarapina \| 14 Drago Vuković \| 17 Vedran Mataija \| 20 Damir Bičanić \| 21 Denis Buntić \| 24 Tonči Valčić \| 25 Mirko Alilović \| 26 Manuel Štrlek \| 27 Ivan Čupić \| 28 Željko Musa \| Izbornik: Lino Červar |                                                                             |                                                                             |

| Sastav hrvatske rukometne reprezentacije do 19 godina na SP u Bahreinu 2007. (2. mjesto) | Sastav hrvatske rukometne reprezentacije do 19 godina na SP u Bahreinu 2007. (2. mjesto) | Sastav hrvatske rukometne reprezentacije do 19 godina na SP u Bahreinu 2007. (2. mjesto) |
| --- | ---------------------------------------------------------------------------------------- | ---------------------------------------------------------------------------------------- |
| |                                                                                          |                                                                                          |
| 1 – Ivan Pešić \| 2 – Stipe Borovac \| 4 – Domagoj Duvnjak \| 5 – Manuel Štrlek \| 6 – Marko Tarabochia \| 8 – Igor Karačić \| 9 – Marko Matić \| 10 – Ivan Sever \| 11 – Josip Crnić \| 12 – Mario Gagulić \| 13 – Goran Bogunović \| 16 – Ante Granić \| 19 – Hrvoje Tojčić \| 20 – Josip Ilić \| 22 – Dinko Vuleta \| 23 – Luka Raković \| Izbornik: Slavko Goluža |                                                                                          |                                                                                          |

| Sastav hrvatske rukometne reprezentacije do 19 godina na SP u Bahreinu 2007. (2. mjesto) | Sastav hrvatske rukometne reprezentacije do 19 godina na SP u Bahreinu 2007. (2. mjesto) | Sastav hrvatske rukometne reprezentacije do 19 godina na SP u Bahreinu 2007. (2. mjesto) |
| --- | ---------------------------------------------------------------------------------------- | ---------------------------------------------------------------------------------------- |
| |                                                                                          |                                                                                          |
| 1 – Ivan Pešić \| 2 – Stipe Borovac \| 4 – Domagoj Duvnjak \| 5 – Manuel Štrlek \| 6 – Marko Tarabochia \| 8 – Igor Karačić \| 9 – Marko Matić \| 10 – Ivan Sever \| 11 – Josip Crnić \| 12 – Mario Gagulić \| 13 – Goran Bogunović \| 16 – Ante Granić \| 19 – Hrvoje Tojčić \| 20 – Josip Ilić \| 22 – Dinko Vuleta \| 23 – Luka Raković \| Izbornik: Slavko Goluža |                                                                                          |                                                                                          |

| Sastav hrvatske rukometne reprezentacije do 18 godina na SP u Estoniji 2006. (1. mjesto) | Sastav hrvatske rukometne reprezentacije do 18 godina na SP u Estoniji 2006. (1. mjesto) | Sastav hrvatske rukometne reprezentacije do 18 godina na SP u Estoniji 2006. (1. mjesto) |
| --- | ---------------------------------------------------------------------------------------- | ---------------------------------------------------------------------------------------- |
| |                                                                                          |                                                                                          |
| Ivan Pešić \| Mario Gagulić \| Goran Delić \| Luka Raković \| Ivan Vidaković \| Josip Crnić \| Manuel Štrlek \| Ivan Sever \| Dinko Vuleta \| Domagoj Duvnjak \| Igor Karačić \| Dario Herman \| Oleg Polanec \| Josip Ilić \| Hrvoje Tojčić \| Dino Rački izbornik: Irfan Smajlagić |                                                                                          |                                                                                          |

| Sastav hrvatske rukometne reprezentacije do 18 godina na SP u Estoniji 2006. (1. mjesto) | Sastav hrvatske rukometne reprezentacije do 18 godina na SP u Estoniji 2006. (1. mjesto) | Sastav hrvatske rukometne reprezentacije do 18 godina na SP u Estoniji 2006. (1. mjesto) |
| --- | ---------------------------------------------------------------------------------------- | ---------------------------------------------------------------------------------------- |
| |                                                                                          |                                                                                          |
| Ivan Pešić \| Mario Gagulić \| Goran Delić \| Luka Raković \| Ivan Vidaković \| Josip Crnić \| Manuel Štrlek \| Ivan Sever \| Dinko Vuleta \| Domagoj Duvnjak \| Igor Karačić \| Dario Herman \| Oleg Polanec \| Josip Ilić \| Hrvoje Tojčić \| Dino Rački izbornik: Irfan Smajlagić |                                                                                          |                                                                                          |